# Pappalisina-1

Estimació de l'estructura de la proteïna pappalisina-1 humana feta per Alphafold. Els colors indiquen l'interval de confiança de l'estimació.

La pappalisina-1, també coneguda com a proteïna plasmàtica associada a l'embaràs, és una proteasa d'unió al factor de creixement similar a la insulina que codifica el gen PAPPA en humans.
Aquesta és un producte de la placenta i la decídua que es segrega al torrent sanguini de la mare mentre està embarassada. S'ha identificat com una proteïna d'unió a IGF (IGFBP)-4 proteasa que protelitza IGFBP-4 i, per tant, augmenta la biodisponibilitat d'IGF. L’activació de la via IGF es produeix quan els factors de creixement de la insulina es desancoren de IGFBPs (proteïnes d’ancoratge dels factors de creixement de la insulina) i posteriorment s’enllaçen amb els receptors d’IGF. A més, es pot trobar en fibroblasts humans, líquid fol·licular ovàric i cèl·lules de granulosa. Pel que fa a la mida, l'enzim associat a aquesta proteïna és un heterotetràmer d'uns 500 kDa.
La pappalisina-1, coneguda com a PAPPA, es va descobrir en 1972 com un antigen present en el plasma humà de l’embaràs sense funció o activitat coneguda.
Entre les seves funcions podem trobar la fertilitat, formació d’ossos, curació de ferides i inflamació.

## Introducció
A més d'ADAM/ADAMTS, MMP, astacines i serrylysines, les pappalisines pertanyen a una cinquena família de metzincines. Quan es va començar a investigar la PAPPA, es va veure que aquesta no pertanyia a les quatre subfamílies conegudes de la superfamília metzincina, fent que es crees una de nova anomenada les pappalisines.
Les proteïnes de l'embaràs com la PAPPA augmenten en plasma unes 150 vegades durant l'embaràs en comparació a quan no s'està embarassada. Quan un fetus amb síndrome de Down està present en el primer trimestre de l'embaràs, els nivells sèrics materns de PAPPA es redueixen significativament.

## Superfamília Metzincina: PAPPA
La superfamília metzincina és caracteritzada per la presència de dos motius (tres residus d'histidina representadas en HEXXHXXGXXH, importants per la unió del Zn (catalíticament essencial) i una metionina amb enllaç beta-1,4 qui forma part del "Met-turn") presents en les biomolècules PAPPA.
La superfamília metzincina engloba 80 proteïnes dins el genoma humà, entre les quals podem trobar la proteïna PAPPA, mentre que en els ratolins engloba 93. Aparentment, la complexitat d’aquestes proteïnes prové de les duplicacions donades en el procés evolutiu, específicament en moments previs a la partició del sarcopterigi-actinopterigi.
Dintre de les molècules PAPPA, trobem PAPPA1 i PAPPA2 on PAPPA2 no és capaç d'unir-se a IGFBP-4.

## Linatge biològic
Eukaryota; Metazoa; Chordata; Craniata; Vertebrata; Euteleostomi; Mammalia; Eutheria; Euarchontoglires; Primates; Haplorrhini; Catarrhini; Hominidae; Homo.

## Estructura
El gen PAPPA es troba al cromosoma 9, concretament a la ubicació 116153791 - 116402321 bq (Cytoband: q33.1). Aquest gen es transcriu una única vegada i té tres transcripcions.
La pappalisina-1 és una proteasa, i és determinada per una seqüència de 1542 aminoàcids. Conté 82 residus de cisteïna, que formen ponts disulfur. Aquestes interaccions són importants per a mantenir l'estructura tridimensional de la proteïna. Té 14 llocs possibles per a l'N-glicosilació i 7 per a la unió amb glicosaminoglicans. La part C-terminal conté aproximadament 5 motius de 60 residus cadascun que tenen breus repeticions de consens presents en les selectines i proteïnes del complement. Aquestes localitzacions estarien relacionades amb les interaccions amb altres molècules. Conté tres repeticions de la primera línia (LNR) i cinc repeticions de consens curtes i, per aquest motiu, la PAPPA es classifica a la classe III de SCR (short consensus repeat). La proteïna Pappalisina-1 es sitúa a la cara extracel·lular de la membrana plasmàtica, a l'espai extracel·lular (i no és secretada al flux sanguini). A més a més, la Pappalisina-1 té 1 lloc d'unió a un cofactor (Zn2+), és a dir, uneix un ió de zinc per cada subunitat de la proteïna.
El substrat principal de la PAPPA són les proteïnes d'unió al factor de creixement similar a la insulina (proteïna-4).

## Activitat Catalítica
Escissió de l'enllaç 135-Met-|-Lys-136 en la proteïna d'unió al factor de creixement similar a la insulina (IGFBP)-4, i l'enllaç 143-Ser-|-Lys-144 en IGFBP-5.

## Funció
PAPPA és una metaloproteinasa que interacciona amb IGFBP-4 i IGFBP-5. Aquestes interaccions resulten en la presencia de IGF, on l'ancoratge o interacció a IGFBP-4 es veu potenciat per la presència d’aquesta i l’ancoratge a IGFBP-5 es veu lleument inhibit per la presència de la Pappalisina-1.

La PAPPA genera la senyalització d'IGF a través de la unió de SCR3-4 (seqüència consens) a GAG (glucosaminoglicà) el qual podem trobar a la superfície cel·lular.

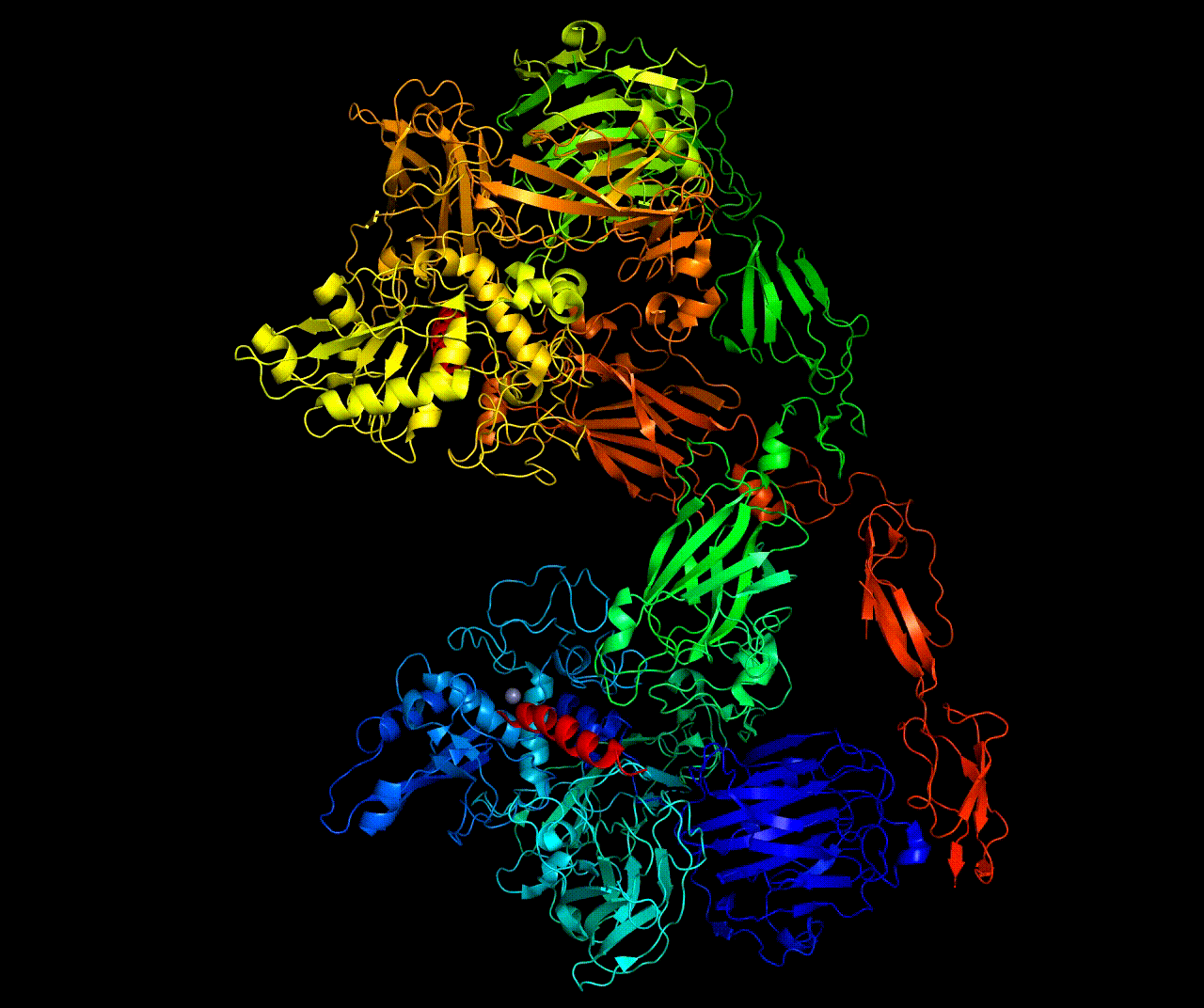
Estimació de l'estructura de la proteïna pappalisina-1 humana unida a un complex IGFBP5. Els colors indiquen les diferents estructures proteiques.

PAPPA codifica una metal·loproteïnasa secretada que trenca les proteïnes d'unió al factor de creixement bioactiu semblant a la insulina (IGFBP) per un sol lloc. Després de l'escissió d'IGFBP, els factors de creixement de la insulina es dissocien de les IGFBP i s'uneixen als receptors d'IGF, resultant en l'activació de la via IGF. L'absència d'escissió d'IGFBP-4 en fibroblasts embrionaris derivats de ratolins knockout PAPPA indica que la PAPPA funciona fisiològicament com una proteasa IGFBP-4. Les repeticions de Lin12-Notch (LNR) a la proteïna PAPPA s'uneixen a Ca2+ i són necessàries perquè PAPPA trenqui IGFBP-4, però no IGFBP-5.
La proteïna plasmàtica-A associada a l'embaràs (Pappalisina-1) s'expressa àmpliament en múltiples teixits, tot i haver sigut descoberta poc a proteïna associada a la placenta. Com a metal·loproteïnasa altament específica, la PAPPA s'uneix fortament als glicosaminoglicans presents a les superfícies cel·lulars. Per tant, la PAPPA funciona dins dels teixits com un enzim promotor del creixement mitjançant la separació de proteïnes d'unió al factor de creixement similar a la insulina (IGFBP), alliberant IGF bioactiva prop del receptor IGF.
L'activitat enzimàtica de la Pappalisina i el seu paper en l'eix PAPPA-IGFBP-4-IGF està subjecta a diverses regulacions, entre les quals hi ha la inhibició proteolítica de la Pappalisina-1(la qual pot estar causada per l'estaniocalcina-2 (STC2), les reaccions competidores que poden segrestar IGF d'IGFBP-4 (i per tant, l'activació d'IGF mediada per PAPPA anti-acció) i el control transcripcional.
La PAPPA humana recombinant (rh) és una proteasa activa que trenca IGFBP-4 i IGFBP-5. Aquest rhPAPP-A de longitud completa, que conté els cinc dominis de Sushi C-terminal, és aproximadament 9 vegades més actiu per a l'escissió d'IGFBP-5 que el rh PAPPA truncat terminalment C. La millora de l'expressió d'aquesta proteïna s'associa amb nefropatia diabètica en pacients humans i aquesta proteïna pot promoure la invasió tumoral i el creixement en diversos càncers humans. La funció proteolítica de PAPPA s'activa en unir-se al col·lagen. Es creu que està involucrat en processos proliferatius locals com ara la cicatrització de ferides i la remodelació òssia. S'ha suggerit un baix nivell plasmàtic d'aquesta proteïna com a marcador bioquímic per als embarassos amb fetus aneuploides (fetus amb un nombre anormal de cromosomes). Per exemple, la PAPPA baixa es pot veure habitualment en la detecció de la síndrome de Down. Els nivells baixos poden predir alternativament problemes amb la placenta, la qual cosa dona resultats en complicacions adverses com la restricció del creixement intrauterí, la preeclàmpsia, el desprendiment de la placenta, el part prematur o la mort fetal.

## Inhibició

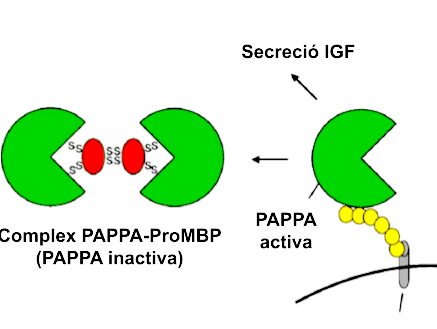
Interacció entre PAPPA i proMBP, complex que inhibeix la funció hidrolitzadora de la PAPPA.

PAPPA presenta diferències en funció de les seves unions per formar molècules. S'ha demostrat que la pappalisina-1 interactua amb les proteïnes bàsiques principals.
La pappalisina-1 pot és inhibida per part de la proMBP (proform de la proteïna bàsica major d'electròfils). ProMBP té la capacitat d'unir-se covalentment a PAPPA a través d'enlaços de disulfur, formant un heterotetròmer compost per dues PAPPA en enllaç covalent amb dues molècules de proMPB. Aquesta interacció entre PAPPA i proMBP és fonamental per regular l'activitat de PAPPA, ja que impedeix que talli lliurement l'IGFBP-4 en situacions no desitjades.
Per altra banda, PAPPA també pot trobar-se sense estar associada a proMPB, formant un dímer amb una altra PAPPA (denominem aquest cas com homodímer). En aquest cas PAPPA es troba activa.
La STC2 (estanniocalcina-2) també s'ha classificat com un inhibidor de la PAPPA que impedeix la seva activitat proteolítica en un procés molt similar al del complex proMBP. El complex PAPP-A unit a STC2 és un conjunt altament flexible de múltiples dominis amb nombrosos contactes entre ells. Per a evitar la seva dissociació, el complex forma un enllaç de disulfur específic entre les subunitats de PAPPA i STC2. L'estructura d'aquest complex és important per a la seva funció en l'activació de vies com IGF i, poder desenvolupar agents farmacèutics que modifiquin la seva senyalització.

## Estudis sobre la Pappalisina-1 (PAPPA)
Estudis realitzats al Royal London Hospital al Regne Unit han demostrat que un marcador de la síndrome de Down es pot expressar durant el primer i el segon trimestre de l'embaràs. Les concentracions del gen de la proteïna plasmàtica associada a l'embaràs (PAPPA), així com altres marcadors, poden ajudar a detectar la síndrome de Down en les etapes inicials del període gestacional d'una dona.
A part d’estar relacionada amb la sínderome de Down, també està associada amb la nefropatia diabètica i pot provocar invasió i creixement tumoral tant com malalties associades a la placenta i el síndrome orofaciodigital VIII (OFD-8).
A més a més, gràcies a un estudi realitzat per Cheryl A. Conover i Laurie K. Bale sobre si la senescència indueix la secreció proteolíticament activa de PAPPA i l'associació amb vesícules extracel·lulars en preadipòcits (cèl·lules de mida petita de morfologia semblant un fibroblast) humans va demostrar que la Pappalisina-1 era proteolíticament activa a la superfície de vesícules extracel·lulars secretades per preadipòcits senescents. Com a resultat, van identificar la PAPPA com un component enzimàticament actiu del SASP preadipòcit humà. A la llum d'aquest reconeixement, la PAPPA s'hauria d'examinar més a fons com a potencial biomarcador de senescència i diana terapèutica per controlar la propagació de la senescència en el teixit adipós.
A banda dels estudis anteriors, també s'ha trobat indicis de que la Pappalisina-1 podria presentar algun vincle amb l'aparició d'alguns tipus de càncer, com el càncer de mama (la PAPPA es presenta com un predictor independent de la recurrència primerenca del càncer de mama en estat I i està associat a un fenotip agressiu), el càncer d'ovari (mitjançant l'ús d'una estratègia de lisi i transefrència cel·lular es va disminuir la senyalització del IGF i es va observar el creixement i la migració de cèl·lules de càncer d'ovari in vitro a més a més d'una alta expressió de la proteïna PAPPA, la qual es pensa que és la substància que va promoure el càncer d'ovari amb metastasis in vivo. Van descobrir que la bikunina, un inhibidor de la proteasa de tipus Kunitz, regula negativament l'expressió del ARNm de la PAPPA), i el càncer de pulmó (els nivells sèrics de PAPPA augmenten lleugerament en pacients amb aquest tipus de càncer).